# Saint Sinner
Saint Sinner è un film horror TV del 2002 diretto da Joshua Butler.

## Trama
Nel 1815 due giovani fratelli, Tomas e Gregory, novizi del monastero dell’ordine di Damasco nel nord-ovest del Pacifico, spinti da curiosità, s’introducono in una cella segreta del monastero e, involontariamente, liberano i demoni Munkar e Nakir, riportandoli sulla Terra. 
 Gregory viene ferito mortalmente e i due demoni, attraverso la Ruota del Tempo, fuggono nel futuro, dove con la loro avvenenza adescano vittime fino a farle morire. Addolorato e afflitto dai sensi di colpa, Tomas li insegue fino ai giorni nostri portandosi il pugnale di San Nicodemo, l’unica arma in grado di annientare i demoni. 
 Mentre le vittime aumentano, l’investigatrice Rachel Dressler e il collega Morgan Rand s’occupano del caso, ma Tomas è il primo della lista dei sospettati.